# Рудолф VII (Баден)
Рудолф VII (на немски: Rudolf VII von Baden, † 1391) е маркграф на Маркграфство Баден от 1372 до 1391 г.

## Живот
Рудолф е вторият син на маркграф Рудолф VI († 21 март 1372) и графиня Матилда фон Спонхайм († 1 ноември 1410), дъщеря на граф Йохан III фон Спонхайм-Шаркенбург († 30 декември 1398).
През 1380 г. той и брат му Бернхард I (1364 – 1431) сключват наследствен договор и разделят страната на две части. Рудолф VII получава южните територии около Етлинген над Ращат, а Бернхард териториите около Дурлах и Пфорцхайм. Същата година Рудолф VII дава на Ращат нова Конституция. Ращат става автономен и получава 1 кмет и 12 съветника.
Рудолф VII умира през 1391 г. неженен и бездетен и собствеността му получава брат му.